# La deuda interna
Pour plus de détails, voir Fiche technique et Distribution.
La deuda interna (littéralement « la dette intérieure ») est un film argentin réalisé par Miguel Pereira, sorti en 1988.

## Synopsis
Un professeur s'intègre à la communauté d'un petit village des Andes, Chorcán. L'un de ses élèves, Verónico Cruz, est appelé à combattre lors de la guerre des Malouines.

## Fiche technique
- Titre : La deuda interna
- Réalisation : Miguel Pereira
- Scénario : Eduardo Leiva Muller, Miguel Pereira et Fortunato Ramos
- Musique : Jaime Torres
- Photographie : Gerry Feeny
- Montage : David Barry, Bensalem Bouabdallah et Gerry Feeny
- Production : Julio Lencina et Sasha Menocki
- Société de production : Channel Four Films, Mainframe Films et Yacoraite Film Limitada
- Société de distribution : Les Films du Paradoxe (France)
- Pays :  Argentine et  Royaume-Uni
- Genre : Drame et guerre
- Durée : 106 minutes
- Dates de sortie : 
  -  Argentine : 4 août 1988
  -  France : 27 janvier 1993

## Distribution
- Juan José Camero : le professeur
- Gonzalo Morales : Verónico Cruz
- Leopoldo Aban
- Guillermo Delgado
- Ana María González
- René Olaguivel
- Fortunato Ramos

## Distinctions
Le film a été présenté en sélection officielle en compétition lors de Berlinale 1988.